# Muktijaya (Setu)
Muktijaya is een bestuurslaag in het regentschap Bekasi van de provincie West-Java, Indonesië. Muktijaya telt 5716 inwoners (volkstelling 2010).